# Джейк Абель
Дже́йкоб А́ллен (Джейк) А́бель (англ. Jacob Allen 'Jake' Abel; нар. 18 листопада, 1987, Кантон) — американський актор і співак, відомий ролями Адама Мілліґана в серіалі «Надприродне» та Люка Кастеллана в фільмах-екранізаціях пригод Персі Джексона.
Сцена за участю Джейка Абеля і Логана Лермана у фільмі «Персі Джексон та Викрадач блискавок» (2010) номінована як найкращий бій («Персі Джексон проти Люка Кастеллана») на премії MTV Movie & TV Awards та Teen Choice Awards.

## Життєпис
Народився 18 листопада 1987 року в Кантоні, штат Огайо, в родині Кім і Майкла Авелів; має брата Шона.
Перша помітна роль — Спенсер у дитячому фільмі каналу Disney «Піди, розберися» (2005 рік). Пізніше виконував повторювану гостьову роль у науково-фантастичному серіалі CBS «Поріг» (2005).
Далі в актора були численні гостьові ролі, включаючи роботи в популярних серіалах «Мертва справа», «C.S.I.: Місце злочину Маямі», «Швидка допомога» тощо.
За виконання ролі Денніса у фільмі «Проблиск геніальності» Джейк Абель удостоєний нагороди «Висхідна зірка» на Гамптонському міжнародному кінофестивалі 2008 року.
Наступними помітними роботами, у 2009 році, стала участь у фільмах «Ангел смерті» та «Милі кості».
Візитна картка Абеля — роль Адама Мілліґана, зведеного брата головних героїв культового телесеріалу «Надприродне». Актор з'явився в шоу на початку 2009 року (четвертий сезон), а потім — як запрошена зірка — двічі у фінальному 15-му сезоні (2019—2020 рр.).
У 2010 році Авель зіграв роль Люка Кастеллана, сина бога Гермеса, у фільмі «Персі Джексон та Викрадач блискавок», екранізації серії книг Ріка Ріордана. У 2013 році вийшло продовження, «Персі Джексон та Олімпійці», також за участю Абеля-Люка.
У 2011 році актор знявся в ролі Марка Джеймса у фантастичному пригодницькому бойовику «Я номер чотири». Того ж року вийшов соціальний трилер «Усередині», де Абель зіграв із Еммі Россум та Моллі Гейґан. Тоді ж актор з'явився в епізоді 8.06 «Покер-фейс» телесеріалу «Анатомія Грей».
У 2013 році вийшов фільм «Гостя» — екранізація роману Стефані Маєр, де актор виконав роль коханого Мандрівниці Ієна О'Шея.
Серед ролей 2014—2019 років: військовий розвідник (M.I.C.) Джозеф Зіммер у «Хорошому вбивстві», Майк Лав — «Любов і милосердя», Джин Олдріч — «Проти сонця», Джек — «Майже друзі», Еверетт Алан — «Афера на смерть», телесеріали: сержант Бред Ларсон — «Медаль Пошани», Трей — «Брудний Джон», Саша Гаррісон — «Інше життя».

## Особисте життя
9 листопада 2013 року Джейк Абель одружився з письменницею Аллі Вуд, з якою 29 березня 2013 року вони випустили свій перший компакт-диск «Black Magic».

## Фільмографія
| Рік       |    | Українська назва                    | Оригінальна назва                                  | Роль                                          |
| --------- | -- | ----------------------------------- | -------------------------------------------------- | --------------------------------------------- |
| 2005      | тф | Піди, розберися                     | Go Figure                                          | Спенсер                                       |
| 2005      | с  | Поріг                               | Threshold                                          | Браян Дженклоу                                |
| 2008      | ф  | Strange Wilderness                  | Strange Wilderness                                 |                                               |
| 2008      | ф  | Проблиск геніальності               | Flash of Genius                                    | Денніс (у віці 21 року)                       |
| 2009      | ф  | Милі кості                          | The Lovely Bones                                   | Браян Нельсон                                 |
| 2009      | с  | Швидка допомога                     | ER                                                 | Ділан (1 епізод)                              |
| 2010      | ф  | Персі Джексон та Викрадач блискавок | Percy Jackson & the Olympians: The Lightning Thief |                                               |
| 2010      | ф  | Percy Jackson film series           | Percy Jackson film series                          |                                               |
| 2011      | ф  | Я номер чотири                      | I Am Number Four                                   |                                               |
| 2011      | ф  | Усередині                           | Inside                                             |                                               |
| 2013      | ф  | Гостя                               | The Host                                           |                                               |
| 2013      | ф  | Персі Джексон: Море чудовиськ       | Percy Jackson: Sea of Monsters                     |                                               |
| 2014      | ф  | Хороше вбивство                     | Good Kill                                          |                                               |
| 2014      | ф  | Любов і милосердя                   | Love and Mercy                                     |                                               |
| 2014      | ф  | Проти сонця                         | Against the Sun                                    | Джин Олдріч                                   |
| 2016      | ф  | Майже друзі                         | Almost Friends                                     | Джек                                          |
| 2018      | с  |                                     | The Hillywood Show                                 | в'язень 5×22 (епізод "Supernatural Parody 2") |
| 2018      | тф | Креветки                            | Shrimp                                             | Деніел                                        |
| 2018      | с  | Медаль Пошани (документальний)      | Medal of Honor                                     | сержант Бред Ларсон (2 епізоди)               |
| 2018      | с  | Брудний Джон                        | Dirty John                                         | Трей (3 епізоди)                              |
| 2019      | ф  | Афера на смерть                     | An Affair to Die For                               | Еверетт Алан                                  |
| 2019      | с  | Інше життя                          | Another Life                                       | Саша Гаррісон (10 епізодів)                   |
| 2009—2020 | с  | Надприродне                         | Supernatural                                       | Адам Мілліґан / архангел Михаїл (5 епізодів)  |
| 2021      | ф  | Втілення зла                        | Malignant                                          | Дерек Мітчелл                                 |